# Pitfall!
Pitfall! est un jeu vidéo sorti en 1982, développé par David Crane, cofondateur d'Activision. 
Pitfall! fait partie des best-sellers de l'Atari 2600. Il est considéré comme l'un des premiers jeux de plate-forme. 
La série de jeu s'est étoffée avec les suites Pitfall II (1984), Pitfall: The Mayan Adventure (1994), Pitfall : L'expédition perdue (2004).

## Système de jeu
Le joueur incarne Pitfall Harry, un explorateur qui doit récolter 32 objets éparpillés dans la jungle dans un laps de temps défini (20 minutes) tout en évitant nombre d'embûches tels que sables mouvants, serpents, tapirs, singes, jaguars, chauves-souris, dieux mayas, liquides corrosifs, etc. Il peut éviter les trous, sauter par-dessus les obstacles, rebondir sur les toiles d'araignées, se balancer de liane en liane et attraper d'autres lianes élastiques qui lui permettent de monter verticalement.

## Accueil
- « Game of the Year » aux 1983 Golden Joystick Awards décernés par Video Games Player[6].

Le jeu s'est vendu à 4 millions de copies.

## Suites
Sega obtient la licence de Pitfall! en 1985 pour faire une version arcade de Pitfall II: Lost Caverns. Cette nouvelle version fut adaptée sur sa console SG-1000.
Pitfall : L'Expédition perdue, sorti en 2004 sur GameCube, PlayStation 2 et Xbox, reprend l'univers du jeu et se déroule dans des environnements en trois dimensions. Un portage de ce dernier, nommé Pitfall : La Grande Aventure, sort en 2009 sur Wii.
Il est intégré dans la compilation A Collection of Activision Classic Games for the Atari 2600.